# Erythrina subumbrans
Erythrina subumbrans là một loài thực vật có hoa trong họ Đậu. Loài này được (Hassk.) Merr. miêu tả khoa học đầu tiên.